# 152 av. J.-C.
Cette page concerne l'année 152 av. J.-C. du calendrier julien proleptique.

## Événements
- 16 janvier (1er janvier 602 du calendrier romain) : début à Rome du consulat de Lucius Valerius Flaccus et Marcus Claudius Marcellus (pour la troisième fois)[1].
- Avant octobre : Alexandre Ier Balas, qui a obtenu le soutien du Sénat romain, débarque à Ptolémaïs[2]. Début de la guerre civile entre Démétrios Ier Sôter et Alexandre Ier Balas en Syrie.
- Octobre : Jonathan prend le parti d’Alexandre Balas qui le nomme grand prêtre de Jérusalem[2]. Après la mort de Démétrios (149 av. J.-C.), Balas confirme à Jonathan son titre de grand prêtre et l’institue gouverneur civil et militaire (stratégos et méridarque) de Judée.

- Guerre de Numance : le consul Marcellus est envoyé en Espagne avec 8 000 soldats et 500 cavaliers relever Fulvius Nobilior ; il prend Ocilis dans la vallée du Jalón et Nertobriga ; par sa modération il engage les Arévaques, le Belli et les Titii à demander la paix. Des délégations sont envoyées à Rome, mais l'intransigeance du Sénat rompt les négociations. Marcellus obtient cependant la capitulation (deditio) de Segeda et de Numance au début de 151 av. J.-C., et laisse la liberté aux Arévaques moyennant le versement d'une indemnité de 600 talents[3].
- Le préteur d'Hispanie ultérieure Atilius Seranus obtient quelques succès contre les Lusitaniens révoltés ; il leur prend leur principale cité Oxthracae mais ils se soulèvent à nouveau dès qu'il a pris ses quartiers d'hiver[1].
- Caton l'Ancien dirige une mission d'arbitrage entre Carthage et le roi numide Massinissa sur des différends frontaliers. Il en revient plus intransigeant que par le passé et, par ses fameuses paroles, le Delenda Carthago, ne cesse de réclamer l’anéantissement de la ville[4]. La classe équestre a intérêt à faire disparaître une puissance commerciale rivale. Rome craint la revanche carthaginoise, mais aussi que Carthage finisse par tomber dans les mains de Massinissa et redevienne pour Rome un ennemi de taille.
- À Rome, la foudre abat une colonne portant une statue, devant le temple de Jupiter sur le Champ de Mars. Les haruspices interprètent l’événement comme annonçant la mort des magistrats. Ceux-ci démissionnent aussitôt[1].

## Décès
- Marcus Aemilius Lepidus, homme politique romain.